# Четкоуха свиня
Четкоуха свиня (Potamochoerus porcus) е вид бозайник от семейство Свиневи (Suidae).

## Разпространение и местообитание
Разпространен е в Бенин, Габон, Гана, Гвинея, Гвинея-Бисау, Екваториална Гвинея, Камерун, Демократична република Конго, Република Конго, Кот д'Ивоар, Либерия, Мали, Нигерия, Сенегал, Того, Уганда и Централноафриканската република.